# Birmingham and Henley-in-Arden Railway
Die Birmingham and Henley-in-Arden Railway  war eine Eisenbahngesellschaft in England in der Grafschaft Warwickshire.
Am 5. August 1873 wurde die Henley-in-Arden and Great Western Junction Railway gegründet, um eine 4,8 Kilometer lange Strecke von Henley-in-Arden zur Great-Western-Railway-Strecke bei Rowington zu errichten. Das Projekt scheiterte, so dass die am 7. August 1888 mit Unterstützung der Great Western Railway gegründete Birmingham and Henley-in-Arden Railway die vorhandene Infrastruktur und die Rechte der eingestellten Henley-in-Arden & GW Junction Railway übernahm. Am 6. Juni 1894 wurde die Strecke für den Personenverkehr und am 2. Juli 1894 für den Güterverkehr eröffnet.
Am 1. Juli 1900 übernahm die Great Western Railway die Bahngesellschaft. Auf der Strecke wurde am 1. Januar 1915 der Personenverkehr und am 1. Januar 1917 der Güterverkehr eingestellt.